# Viðvíkurfjall
Viðvíkurfjall är ett berg i republiken Island. Det ligger i regionen Norðurland vestra, 210 km nordost om huvudstaden Reykjavík. Toppen på Viðvíkurfjall är 885 meter över havet.
Trakten runt Viðvíkurfjall är nära nog obefolkad, med mindre än två invånare per kvadratkilometer. Närmaste större samhälle är Sauðárkrókur, omkring 17 kilometer väster om Viðvíkurfjall. Trakten runt Viðvíkurfjall består i huvudsak av gräsmarker.